# Mike Freer

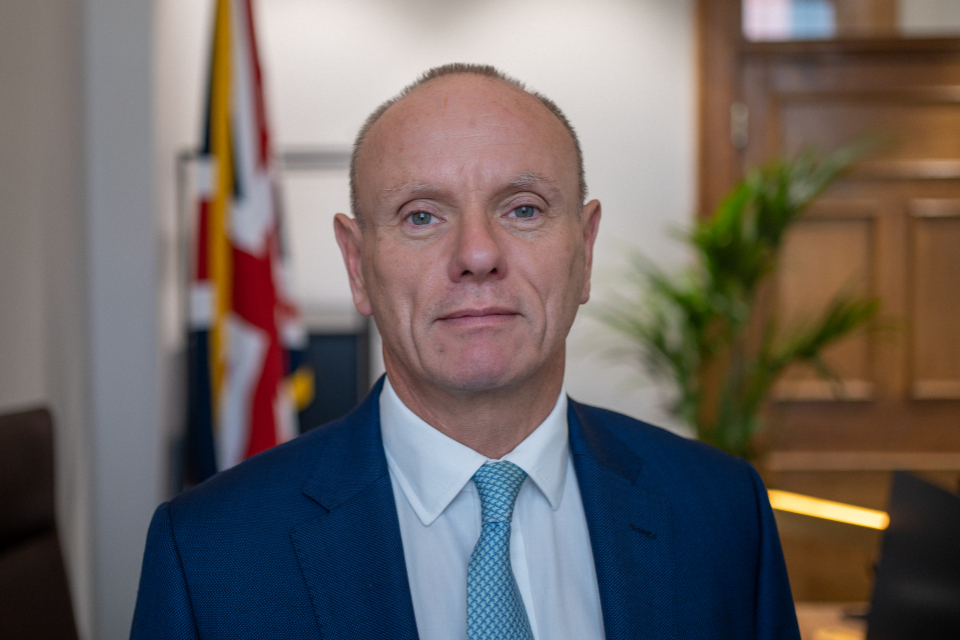
Mike Freer, 2021

Mike Freer (* 29. Mai 1960 in Manchester)  ist ein britischer Politiker der Conservative Party und repräsentiert seit 2010 den Wahlbezirk Finchley and Golders Green im britischen Unterhaus, dem House of Commons.

## Leben
Freer besuchte die Chadderton Grammar School und das St Aidan's College in Carlisle. Zwischen 1979 und 1984 studierte Freer Rechnungswesen und Wirtschaftsrecht an der University of Sterling, beendete das Studium jedoch ohne eine Abschlussprüfung abzulegen. Im Anschluss war Freer in Management-Positionen für eine Reihe von Fast-Food-Ketten tätig, bevor er schließlich bis 2008 bei der Barclays Bank arbeitete. Seit 1990 als Lokalpolitiker für die Conservative Pary im Bezirksrat des Londoner Boroughs Barnet aktiv, kandidierte Freer zunächst 2005 im Wahlbezirk Harrow West für einen Sitz im Unterhaus, unterlag jedoch dem Labour-Kandidaten.
Seit dem 6. Mai 2010 ist Freer als Nachfolger von Rudi Vis Abgeordneter im House of Commons, wo er den Wahlkreis Finchley and Golders Green vertritt. Bei den Unterhauswahlen von 2015, 2017 und 2019 verteidigte er jeweils erfolgreich sein Mandat. Im Januar 2015 wandelten Freer und sein langjähriger Lebensgefährte ihre Lebenspartnerschaft in eine Ehe um. Zusammen mit seinem Ehemann wohnt er in Barnet, einem Stadtbezirk von London.
Nach Morddrohungen und Gewaltangriffen durch Islamisten erklärte Freer im Januar 2024, dass er angesichts der Bedrohungslage zu keiner weiteren Wahl mehr antreten werde.